# 吉沢久子

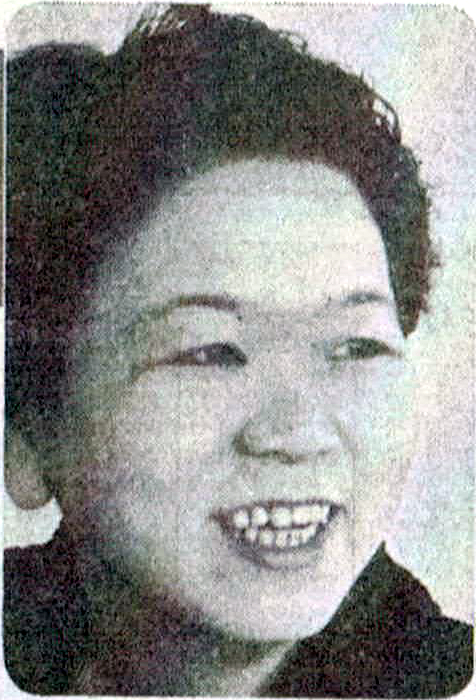
主婦と生活社『主婦と生活』第22巻第3号（1967）より

吉沢 久子（よしざわ ひさこ、1918年1月21日 - 2019年3月21日 ）は、日本の評論家・随筆家。東京都江東区深川出身。文化学院文科卒。

## 人物
- 夫は文芸評論家の古谷綱武で、義弟はニュースキャスターの古谷綱正である。
- 1941年に速記者から始まり[2]、古谷綱武の秘書を務めてから出会ったことをきっかけに1951年に結婚した。
- 生活に関することを経験に生かし評論家となったが、1969年に「“家事評論家”廃業宣言」と書き話題となる。夫と共に立ち上げた勉強会の記録誌「むれ」は現在も続いている。最近はシニアライフについて評論を執筆している。夫の死後から一人暮らしである[3]。
- 秘書時代は文化学院、東京栄養学院、東京学院に学んだ[2]。
- 2018年1月21日に100歳になった。2017年2月から10月まで7冊出版した[4]。
- 2019年3月21日、心不全により101歳で死去[5]。

## 著書
- 『美しい日々のために 少女の日の生活設計』鈴木悦郎絵. 三十書房 1953
- 『生活のけいかく』 (みつばち文庫) 木村鉄雄絵. 国土社 1954
- 『わが家の食生活 食卓プランの考え方』 (生活ライブラリー)東京創元社 1957
- 『ともかせぎ読本』実業之日本社 1959
- 『奥さま一年生 家庭管理のコツ』やしま書房 1961
- 『くらしの365日』 (ライフブックス)青春出版社 1962
- 『ひとり暮しの生活設計』 (ホームブックス) 鎌倉書房 1964
- 『暮らしのカレンダー』 (家の光生活シリーズ 生活編) 家の光協会 1964
- 『生活のくふう』 (みつばちぶっくす) 小薗江圭子 絵. 国土社 1964
- 『わたしたちの生活のくふう』 (新版・みつばちぶつくす) 梶鮎太, 加藤佳子 え. 国土社 1975
- 『私の冠婚葬祭ノート』 (東書選書 東京書籍 1980
- 『暮らしを守るお金の知識 年金・貯蓄・保険・ローン・税金ガイド』 (銀河選書)大和書房 1981
- 『ごはんを美味しく食べる本 おいしさは我家の食卓にあり』じゃこめてい出版 1984
- 『美しいくらしをあなたに 94のおはなし』じゃこめてい出版 1985
- 『吉沢久子の家計簿拝見 週刊朝日連載「私の家計簿」から』 (朝日ブックレット) 朝日新聞社 1986
- 『愉しく老いる女の心支度』海竜社 1986
- 『美しく老いる』講談社 1986
- 『女の気働き』 (知的生きかた文庫) 三笠書房 1987
- 『家事をたのしむ私の方法』三笠書房 1987 のち知的生きかた文庫
- 『花の家事ごよみ 草木に教えられたこと』じゃこめてい出版 1989 のち集英社文庫
- 『老いをたのしむ暮らし上手』講談社 1989
- 『素敵な女のしまつな暮らし方』海竜社 1989
- 『料理をたのしむ私の方法』三笠書房 1989
- 『老いのしあわせ食卓づき合い』講談社 1990
- 『美しく生きる美しく暮らす』海竜社 1992
- 『伝え残しておきたいこと』青木太郎編 じゃこめてい出版 1994
- 『老いをたのしんで生きる方法 私の老いの旅支度』海竜社 1995 のち集英社文庫
- 『年を取っても楽しく生きなくっちゃ』労働旬報社 1995
- 『ふるさとの詩』石川千代子絵 ほおずき書籍 1997
- 『ひとりで暮らして、気楽に老いる 夫のいない自由な生き方』講談社 1998 のち講談社+α文庫
- 『老いて「新しい自分」と出会う ひとりで元気に楽しく生きる』講談社 1998
- 『吉沢久子の簡素のすすめ こころ豊かに生きる知恵』海竜社 1999
- 『ひとり暮らしのおいしい食卓 自分のためにしっかり食べる』講談社 1999
- 『老いてしあわせに生きる知恵』海竜社 1999
- 『暮らし上手は生きかた上手 小さな工夫で幸せいっぱい』PHP文庫 1999
- 『私の気ままな老いじたく 自分らしく元気に楽しく生きる』主婦の友社 1999
- 『素敵な老いじたく 姑の残してくれたもの』集英社 2000 のち文庫
- 『吉沢久子の簡素生活 ものを生かす技術、使いきる知恵』海竜社 2000
- 『季節感のある暮らし方幸せ感のある生き方』講談社+α文庫 2001
- 『老いのさわやかひとり暮らし ムリなく、元気に、気持ちよく生きる』大和書房 2001 のち集英社文庫
- 『私の気ままな老いじたく 続』主婦の友社 2001
- 『老いかた上手』経済界 2002
- 『毎日が「今日が一番いい日!」です 一人ぐらしの老いをたのしむ知恵』海竜社 2003
- 『吉沢久子のおいしい和菓子みつけました』二見書房 2003
- 『心ゆたかに老いる「おつきあい術」 みんなと楽しく生きる秘訣』二見書房 2003
- 『八十五歳、老いを楽しむ人づきあい』講談社 2003
- 『心ゆたかな四季ごよみ』集英社 2006
- 『ていねいな暮らし ここちよい生活歳時記』清流出版 2006
- 『90歳。一人暮らしをたのしんで生きる』海竜社 2008
- 『楽しいおつきあいこころゆたかな老いじたく』日本評論社 2008
- 『老い方上手の楽しい台所』海竜社 2009
- 『91歳。今日を悔いなく幸せに』海竜社 2009
- 『幸せになる長寿ごはん』朝日新聞出版 2010
- 『92歳。小さなしあわせを集めて生きる』海竜社 2010
- 『93歳。ひとりごとでも声に出して』海竜社 2011
- 『私の快適、気ままな老いじたく』 (知的生きかた文庫)三笠書房 2011
- 『前向き。 93歳、現役。明晰に暮らす吉沢久子の生活術』マガジンハウス 2011
- 『老いの達人幸せ歳時記』集英社文庫 2012
- 『94歳、私が実践してきた「人生を元気に愉しむ」コツ』 (知的生きかた文庫 [わたしの時間シリーズ])三笠書房 2012
- 『達人吉沢久子老けない生き方、暮らし方 軽やかに、自由に、自分らしく「ひとり」を楽しみ、慎む』主婦の友社 2012
- 『94歳。寄りかからず。前向きにおおらかに』海竜社 2012
- 『94歳から10代のあなたへ伝えたい大切なこと』海竜社 2012
- 『あの頃のこと 吉沢久子、27歳。戦時下の日記』清流出版 2012 「吉沢久子、27歳の空襲日記」文春文庫 2015
- 『今日をほがらかに生きる 暮らし上手は生きかた上手』PHP文庫 2012
- 『老いてしあわせ』河出書房新社 2013
- 『95歳。今日をたのしく。もっと前向きに』海竜社 2013
- 『吉沢久子の旬を味わう献立帖』早川茉莉編 筑摩書房 2013
- 『年を重ねることはおもしろい。 苦労や不安の先取りはやめる』さくら舎 2013
- 『心を届ける。和菓子と暮らしの歳時記』主婦の友社 2014
- 『96歳いまがいちばん幸せ』大和書房 2014
- 『明日も前へ 歳を重ねても楽しいことがいっぱいある』PHP研究所 2014 『明日も前へ 何があってもクヨクヨしない生き方』PHP文庫 2018
- 『96歳。今日を喜ぶ。一人をたのしむ』海竜社 2014
- 『いきいき96歳! ひとり暮らしの妙味』新日本出版社 2014
- 『96歳のらくらく家事暦』朝日新聞出版 2014
- 『人間、最後はひとり。』さくら舎 2014
- 『ほんとうの贅沢』あさ出版 2015
- 『100歳になっても!これからもっと幸せなひとり暮らし』KADOKAWA 2015
- 『もうすぐ百歳、ふり返らず。』河出書房新社 2015
- 『今日をいっしょうけんめいで生きる』海竜社 2015
- 『吉沢久子97歳のおいしい台所史 大正・昭和・平成をかけぬけた半生』集英社 2015
- 『97歳。いくつからでも人生は考え方で変わります』海竜社 2015
- 『今日を限りに生きる。 人間、明日のことはわからない』さくら舎 2015
- 『自分のままで暮らす』あさ出版 2016
- 『99歳、いくつになってもいまがいちばん幸せ』だいわ文庫 大和書房 2016
- 『98歳。心して「一人」を楽しく生きる』海竜社 2016
- 『おいしい、楽しい私の台所』知的生きかた文庫 三笠書房 2016
- 『もうすぐ100歳、前向き。 豊かに暮らす生活術』文春文庫 2016
- 『一人暮らしをたのしんで生きる』中公文庫 2016
- 『ふつうで素敵な暮らし方』海竜社 2016
- 『人はいくつになっても生きようがある。 老いも病いも自然まかせがいい』さくら舎 2016
- 『まいにちを味わう』あさ出版 2017
- 『100歳の生きじたく』さくら舎 2017
- 『100歳まで生きる手抜き論 ようやくわかった長寿のコツ』幻冬舎新書 2017
- 『人生のぜいたく 達人吉沢久子』主婦の友社 2017
- 『さっぱりと欲ばらず』中央公論新社 2017
- 『99歳からあなたへ いつまでも変わらない大切なこと』海竜社 2017
- 『ゆっくり気ままな老いじたく』PHPエディターズ・グループ 2017
- 『春夏秋冬しあわせを呼ぶ生き方』海竜社 2018
- 『今日を悔いなく幸せに』中公文庫 2018
- 『100歳。今日も楽しい 達人吉沢久子』主婦の友社 2018
- 『100歳のほんとうの幸福』PHP研究所 2018
- 『100歳の100の知恵』中央公論新社 2018
- 『吉沢久子100歳のおいしい台所』集英社文庫 2018
- 『楽しく百歳、元気のコツ』新日本出版社 2018
- 『大切なことは時を経ても変わらない』海竜社 2019
- 『101歳。ひとり暮らしの心得』中公文庫 2019
- 『吉沢久子 すっきり生きる言葉』主婦の友社 2019
- 『さっぱりと欲ばらず』中公文庫 2021
- 『100歳の100の知恵』 中公文庫 2021
- 『人は生きていく上で何が大切か』青志社 2022

### 共著・監修
- 『ひとり暮しを楽しく』暮しの研究会共著 (知性ライフブックス) 知性社 1958
- 『若い女性の生き方』古谷綱武共著 (青春新書) 青春出版社 1959
- 『人を魅きつける秘訣 若い日の生活設計』古谷綱武共著 (青春新書) 青春出版社 1960
- 『お茶漬けとおにぎり』酒井佐和子, 河野貞子共著 中央公論社 1960
- 『月収3万円前後の家庭の食事』東畑朝子, 田伏中子共著 鎌倉書房(ホームブックス) 1962
- 『共かせぎの生活設計』編 (ホームブックス 鎌倉書房 1963
- 『まな板修業 料理道一筋に生きる人びと』編 柴田書店 1971
- 『いざというときの生活事典 ホーム・コンサルタント』著者代表 小学館 1971
- 『おつき合いのマナー 冠婚葬祭に役立つアドバイス集』佐佐木由幾, 田中仙翁共著 朝日ソノラマ 1976
- 『ひとり暮らしの知恵 衣・食・住・交際百科』佐藤順子共著 (銀河選書) 大和書房 1979
- 『素敵な暮らしをあなたに 新鮮な365日の生き方』佐藤順子共著 (銀河選書) 大和書房 1979
- 『新おつきあい読本』佐藤順子共著 白石書店 1982
- 『銀の杖』早川一光共編. 自由企画・出版 1982
- 『当世おつきあい心得帖』高見沢たか子共著(エスカルゴ・ブックス) 日本実業出版社 1983
- 『ひとり暮らしの知恵』佐藤順子共著 (銀河ブックス) 大和書房 1984
- 『さわやか暮らしの知恵ノート』編 (ヒューマン・ネットワーク・シリーズ 労働旬報社 1987
- 『きちんと食べる美しく食べる 食卓を大切にする暮らし方』高見沢たか子共著 大和書房 1988
- 『おつきあいの常識が身につく本 結婚している人、これから結婚する人に贈る』佐藤順子共著 (知的生きかた文庫) 三笠書房 1990
- 『おいしく食べて元気に老いる』高見澤たか子共著 大和書房 2001
- 『ひとり暮らし名人のしあわせ術』阿部絢子共著 講談社 2002
- 『年をとる楽しみ まぁるく生きるかトンガッて生きるか』上坂冬子共著 清流出版 2002
- 『八十歳をすぎてわかってきた人生の大切なこと』清川妙共著 海竜社 2004
- 『生き方の知恵』清川妙共著 海竜社 2006
- 『八十八歳と八十五歳。 ひとりを楽しむ手紙友達、食べ友達』清川妙共著 海竜社 2007
- 『ばぁばに教わる役立つ家事の知恵311』森南海子, 阿部絢子, 佐橋慶女共監修 日本ヴォーグ社 2008
- 『ひとりの老後は大丈夫?』岸本葉子共著 清流出版 2011 のち文春文庫
- 『はつらつ! 恒子さん98歳、久子さん95歳楽しみのおすそ分け』笹本恒子共著 清流出版 2013